# Banca centrale della repubblica turca di Cipro Nord
La banca centrale della repubblica turca di Cipro Nord è la banca centrale dello Stato non riconosciuto di Cipro Nord.
La moneta ufficiale è la lira turca.
La banca centrale è membro della comunità economica islamica.